# Volvo ES90
L'ES90 (code interne V551) est une grande routière électrique présentée par le constructeur automobile suédois Volvo en 2025

## Caractéristiques techniques
Similairement à l'EX90, la Volvo ES90 est construite sur la plateforme modulaire SPA2. Mais si cette dernière utilise une tension de 400 V, la ES90 de Volvo inaugure un circuit de 800 V, rare sur le marché. Trois motorisations sont disponibles, l'une en propulsion de 333 ch, les deux autres en transmission intégrale de 449 ou 680 ch. Le modèle à deux roues motrices est équipé d'une batterie de 92 kWh (88 kWh nets), lui offrant une autonomie  de 650 km. Il peut charger jusqu'à 300 kW en charge rapide. Les deux autres modèles sont équipés d'un accumulateur de 106 kWh (102 kWh nets), offrant une autonomie officiellement annoncée de 700 km avec un poids de 2,5 t. Elles peuvent accepter jusqu'à 350 kW de charge, ce qui leur permet de gagner 300 km d'autonomie en 10 minutes sur un chargeur adapté.